# Miłomłyn (gmina)
Miłomłyn – gmina miejsko-wiejska w województwie warmińsko-mazurskim, w powiecie ostródzkim. W latach 1975–1998 gmina położona była w województwie olsztyńskim.
Siedziba gminy to Miłomłyn.
Według danych z 2013 roku gminę zamieszkiwało 5085 osób. Natomiast według danych z 31 grudnia 2019 roku gminę zamieszkiwało 4941 osób.

## Struktura powierzchni
Według danych z roku 2012 gmina Miłomłyn ma obszar 160.6 km², w tym:
- użytki rolne – 39,49%
- lasy – 41,78%
- zbiorniki wodne – 10,41%
- pozostałe grunty – 8,32%

## Demografia

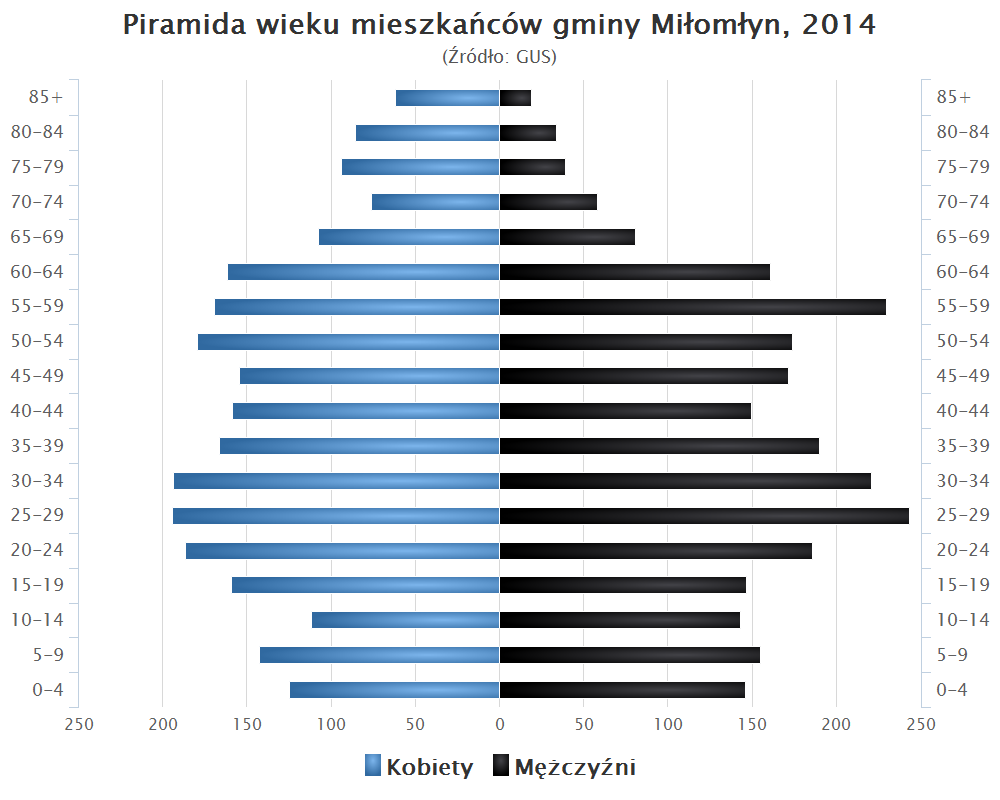
Piramida wieku mieszkańców gminy Miłomłyn w 2014 roku

Dane z 2013 roku:
| Opis                              | Ogółem | Ogółem | Kobiety | Kobiety | Mężczyźni | Mężczyźni |
| --------------------------------- | ------ | ------ | ------- | ------- | --------- | --------- |
| Opis                              | osób   | %      | osób    | %       | osób      | %         |
| populacja                         | 5085   | 100    | 2535    | 49,9    | 2550      | 50,1      |
| gęstość zaludnienia (mieszk./km²) | 31,6   | 31,6   | 15,7    | 15,7    | 15,8      | 15,8      |

## Miejscowości

### Wsie
Bagieńsko, Boguszewo, Bynowo, Dębinka, Ligi, Liksajny, Liwa, Majdany Wielkie, Malinnik, Tarda, Wielimowo, Winiec, Wólka Majdańska, Zalewo (wieś Zalewo nie ma statusu sołectwa).

### Osady i kolonie
Barcinek, Faltyjanki, Gil Mały, Gil Wielki, Glimy, Kamieńczyk, Karnity, Kukła, Lubień, Majdany Małe, Ostrów Wielki, Piławki, Rogowo, Skarpa, Zatoka Leśna, Ziemaki.

## Sąsiednie gminy
Iława, Łukta, Małdyty, Morąg, Ostróda, Zalewo

## Miasta partnerskie
- Klötze /Niemcy